# Zenons Paradoxien der Vielheit
Zenons Paradoxien der Vielheit (5. Jahrhundert v. Chr.) gehören neben den bekannteren zenonischen Paradoxien der Bewegung zu den Paradoxien des Zenon von Elea.
Die drei Paradoxien der Vielheit sind in einem Kommentar des byzantinischen Philosophen Simplikios zur Physik Aristoteles’ überliefert. Tatsächlich ist Simplikios, der etwa ein Jahrtausend nach Zenon lebte, die einzige Quelle, welche Zenon ausführlich wörtlich zitiert. Simplikios scheint Zenons Werk im Original besessen zu haben. Nach Überzeugung von Simplikios ist allen Paradoxien gemeinsam, dass sie der Verteidigung von Zenons Freund und Lehrer Parmenides gegenüber seinen Kritikern dienten. Dieser bedeutende Vorsokratiker, der wie sein Schüler Zenon den Eleaten zugerechnet wird, stellt in einem Lehrgedicht eine uneinheitliche, der Veränderung unterliegende Welt der Wahrnehmung einem unteilbaren, ewigen und unveränderlichen Sein gegenüber. Nach einer verbreiteten, aber nicht unproblematischen Interpretation des schwer zugänglichen Lehrgedichtes vertrat Parmenides einen strikten metaphysischen Monismus, nach dem Bewegung und Teilbarkeit lediglich eine Illusion seien.
Zenon versuchte nachzuweisen, dass Parmenides’ Position zwar paradox anmute, aber das Gegenteil, nämlich die Vorstellung, dass es sowohl Vieles gibt, als auch die Möglichkeit von Bewegung, zu Widersprüchen führt und so Parmenides indirekt bestätigt. Von den neun erhaltenen Paradoxien, von insgesamt wohl vierzig, beschäftigen sich drei spezifisch mit der Widersprüchlichkeit der Vorstellungen der Vielheit und der Kontinuität: das Argument der Dichte, das Argument der endlichen Größe und das Argument der vollständigen Teilung. Die Gruppe der Bewegungsparadoxien, Achilles und die Schildkröte, Teilungsparadoxon, Pfeil-Paradoxon beschäftigt sich im Unterschied dazu mit dem Teilproblem der Unmöglichkeit der Bewegung.
Im Gegensatz zu den Paradoxien der Bewegung hat sich in der Rezeption der Paradoxien der Vielheit keine einheitliche Bezeichnung durchgesetzt; überhaupt ist die Bedeutung des erhaltenen griechischen Textes deutlich unklarer als die bei anderen Autoren indirekt überlieferten Bewegungsparadoxien.
Ihre Bedeutung für die Mathematik und Philosophie der griechischen Zeitgenossen und ihr späterer Einfluss werden unterschiedlich beurteilt. Der Einfluss auf die folgenreiche Beschränkung von Aristoteles und Euklid auf potentielle Unendlichkeiten, welche erst mit den Arbeiten von Georg Cantor aufgelöst wurde, ist nicht abschließend einzuschätzen.
In jüngerer Zeit, angestoßen von Arbeiten von Adolf Grünbaum, ist der Paradoxie der vollständigen Teilung neue Aufmerksamkeit der mathematischen Grundlagenforschung zuteilgeworden.

## Argument der Dichte
Das Argument der Dichte wird von Simplikios in seinem Kommentar zur Physik des Aristoteles zitiert:

„Wenn es Vieles gibt, so muß es notwendig gerade soviel Dinge geben als wirklich vorhanden sind, nicht mehr, nicht minder. Gibt es aber soviel Dinge als es eben gibt, so sind sie [der Zahl nach] begrenzt.
Wenn es Vieles gibt, so ist das Seiende [der Zahl nach] unbegrenzt. Denn zwischen den einzelnen Dingen liegen stets andere und zwischen jenen wieder andere. Und somit ist das Seiende unbegrenzt.“

Dem Argument könnte die Vorstellung zu Grunde liegen, dass unterschiedene Dinge, wenn sie nicht durch etwas Drittes getrennt werden, Eines sind, verbunden mit einer Ablehnung der Vorstellung von leerem Raum. Der Widerspruch erfolgt, da eine bestimmte, endliche Anzahl von Dingen die Existenz von einer unbeschränkten, unendlichen Anzahl von Dingen nach sich zieht.

## Argument der endlichen Größe
Das Argument der endlichen Größe ist ebenfalls in Teilen durch Simplikios’ Kommentar überliefert worden. Zunächst zeigt Zenon, dass, wenn es Vieles gibt, dieses keine Größe haben kann. (Bis hier fasst Simplikios lediglich zusammen, ohne die Beweisführung zu zitieren. Im Folgenden zitiert er dann wörtlich.) Zenon argumentiert dann, dass etwas, das keine Größe habe, eben Nichts sei. In einem dritten Schritt folgert er

„Ist [Vielheit] vorhanden, so muß ein jeder seiner einzelnen Teile eine gewisse Größe und Dicke und Abstand (apechein) vom anderen haben. Und dasselbe läßt sich von dem vor jenem liegenden Teile behaupten. Auch dieser wird natürlich Größe haben und es wird ein anderer vor ihm liegen. Das Gleiche gilt also ein für alle Mal. Denn kein derartiger Teil desselben [des Ganzen] wird die äußerste Grenze bilden, und nie wird der eine ohne Beziehung zum anderen sein. Wenn es also viele Dinge gibt, so müssen sie notwendig zugleich klein und groß sein: klein bis zur Nichtigkeit, groß bis zur Unendlichkeit.“

Die Deutungen dieses Arguments sind uneinheitlich.
Nach einer verbreiteten Interpretation, wo apechein (ἀπέχειν) als voneinander durch Abstand getrennt sein übersetzt wird – wie in der vorstehenden Übersetzung von Diels – ist das Argument so zu verstehen: Dinge, wenn sie unterschieden sind, sind getrennt, und dann muss etwas zwischen ihnen liegen. Dieses Etwas ist verschieden von den beiden vorstehenden Dingen, also muss erneut – ad infinitum ein Ding sie trennen. In dieser Interpretation ist das Paradox im Allgemeinen als Fehlschluss verworfen worden.
Andere widersprechen dieser Interpretation mit Blick auf den Zusammenhang und verstehen apechein (Synonym zu proechein (προέχειν)) sich auf die Lage von Teilen einer Unterteilung beziehen. Die Schlüsselstelle erhält in der Übersetzung von Vlastos die Form

“So if [many] exist, each [existent] must have some size and bulk and some [part of each] must lie beyond (‘apechein’) another [part of the same existent]. And the same reasoning [‘logos’] holds of the projecting [part]: for this too will have some size and some [part] of it will project. Now to say this once is as good as saying it forever. For no such [part—that is, no part resulting from this continuing subdivision] will be the last nor will one [part] ever exist not [similarly] related to [that is, projecting from] another. […] Thus, if there are many, they must be both small and great.”

Hier werden nach Abraham zwei Deutungen unterschieden: Die Teilung am Rand und die Teilung durch und durch.

### Teilung am Rand
Dies beschreibt Vlastos mit folgendem Bild: Man stelle sich einen Stab vor, teile ihn in zwei gleiche Teile, nehme den rechten Teil, und teile ihn erneut, und so weiter ad infinitum. Die so entstehenden Teile können nach den Gesetzen der Exhaustion oder des Grenzwertes sehr wohl addiert werden, entsprechend dem arithmetischen Konzept der geometrischen Reihe. In dieser Interpretation bedient sich Zenon eines analogen Arguments wie in zwei seiner Bewegungsparadoxien, dem Teilungsparadoxon und dem Paradoxon von Achilles und der Schildkröte.

### Teilung durch und durch
Anders verhält es sich, wenn die Prozedur der Teilung erneut auf alle entstehenden Teile angewendet wird, wenn der Stab durch und durch in Einzelteile geteilt wird. Wie genau Zenon zum Widerspruch im letzten Satz kommt, ist auch unter diesen Annahmen nicht geklärt.
Eine moderne, wohlmeinende Interpretation versteht das Verfahren analog zur Intervallschachtelung.
Teilt man das Intervall [0, 1] in [0, 1/2] und [1/2, 1] und die entstandenen Teile wiederum, ad infinitum, erhält man Ketten von Intervallen, welche jeweils um die Hälfte kleiner werden, zum Beispiel {\displaystyle \{[0,1],[0,1/2],[1/4,1/2],[1/4,3/8],\dotsc \}}. Angenommen, das Intervall sei durch und durch geteilt, also jede mögliche dieser Ketten gebildet.
Die Menge der so entstehenden Ketten ist überabzählbar: In jeder Kette von verschachtelten Intervallen kann lediglich ein Punkt liegen. (Angenommen, es gebe zwei Punkte, welche in jedem der Intervalle enthalten sind, dann gibt es zwischen ihnen eine positive Distanz {\displaystyle \varepsilon >0}, jedoch gibt es in der Intervallschachtelung ein Intervall, welches eine geringere Länge als {\displaystyle \varepsilon } hat, also nicht beide Punkte enthalten kann.)
Die Summation lässt sich also nicht wie bei Achilles und der Schildkröte mit Mitteln der Grenzwertbildung einer (abzählbar) unendlichen Reihe lösen.
In dieser Form ähnelt das Gedankenexperiment sehr dem Argument der vollständigen Teilung.

## Das Argument der vollständigen Teilung
Das Argument findet sich bei Aristoteles in De generatione et corruptione und sehr ähnlich bei Simplikios, der es von Porphyrios hat. Simplikios schreibt es im Unterschied zu Porphyrios Zenon zu, es ähnelt auch der dritten Fassung des Arguments der Endlichkeit. Aristoteles erwähnt Zenon im Zusammenhang mit diesem Gedanken jedoch nicht.
Unabhängig von der Interpretation des von Simplikios überlieferten Paradoxon ist Aristoteles’ Beispiel von zenonischen Gedanken beeinflusst. Ausgehend von der Vorstellung, eine Linie sei durch und durch (pantei) in unendlich Vieles unterteilt, argumentiert Aristoteles:

„What, then, will remain? A magnitude? No: that is impossible, since then there will be something not divided, whereas ex hypothesis the body was divisible through and through. But if it be admitted that neither a body nor a magnitude will remain, and yet division is to take place, the constituents of the body will either be points (i.e. without magnitude) or absolutely nothing.“

Der einzige Ausweg für Aristoteles ist, eine Linie nicht als die Summe ihrer Punkte aufzufassen und eine konsequente Ablehnung aktualen Teilbarkeit der Linie in unendlich Vieles. Nach Aristoteles war dieses das Argument, welches die Einführung von atomaren Größen (Atomismus) notwendig gemacht habe.

## Zenons Maßparadox
Als Zenon’s paradox of measure wird eine für die Mathematik der Gegenwart relevante Synthese der Problematik der vollständigen Teilung bezeichnet. In der Darstellung nach Skyrms:
Angenommen, eine Strecke lässt sich durch und durch in unendlich viele verschiedene, aber gleichartige Teile teilen, wobei gleichartig heißt, dass sie die gleiche Länge haben. Insbesondere ist für sie das Konzept Länge sinnvoll erklärt. Gilt ein Axiom der uneingeschränkten Additivität – die Länge des Ganzen ist die Summe seiner Teile, auch dann, wenn unendlich viele Teile im Spiel sind –, erhält man einen Widerspruch wie folgt:
Nach dem Axiom von Eudoxos ist dann die Länge der Teile entweder eine positive Zahl {\displaystyle \varepsilon >0}, oder sie ist {\displaystyle 0} und ihre Summe entsprechend entweder {\displaystyle \infty } oder {\displaystyle 0}, beides ein Widerspruch zur endlichen, aber von 0 verschiedenen Länge der Strecke.
In der Integrations- und Maßtheorie wird nun das Axiom der uneingeschränkten Additivität durch eine engere Formulierung ersetzt, im Unterschied zu Aristoteles’ Lösung oder dem Ausweg der Atomisten.
Giuseppe Peano und Camille Jordan definierten die Länge einer Linie oder Punktmenge auf der Zahlengeraden als den gemeinsamen Grenzwert zweier Annäherungen – kleiner als jegliche Überdeckung der Menge mit einer endlichen Anzahl von disjunkten Intervallen, größer als jegliche Ausschöpfung der Menge mit solchen – und erhalten die Inhaltsfunktion, eine wohldefinierte, endlich additive Mengenfunktion, den Jordan-Inhalt. Das Zenonische Paradoxon wird verhindert, um den Preis, dass nicht mehr jede Menge einen Inhalt hat; schon die Menge der irrationalen Zahlen im Einheitsintervall ist nicht jordanmessbar.
Später zeigten Émile Borel und Henri Lebesgue, als sie die Maßtheorie begründeten, dass sich eine Theorie der Länge auch für Mengenfunktionen definieren lässt, die die stärkere Forderung der abzählbaren Additivität erfüllt (stärker als endliche Additivität, schwächer als uneingeschränkte Additivität). Dieser Zugang brachte wichtige Vorteile mit, an erster Stelle die positive Konsequenz, dass unter diesem Konzept die meisten typischerweise auftretenden, wenn auch nicht alle Mengen messbar werden, auch die Menge der irrationalen Zahlen im Einheitsintervall.